# HD 5388
Désignations
HD 5388 est une étoile jaune-blanc de la séquence principale de type spectral F6V située à une distance de 53,15 ± 0,08 pc (∼173 al) du Soleil, dans la constellation australe du Phénix.
Elle est l'objet primaire d'un système dont l'unique objet substellaire connu à ce jour (décembre 2020) est HD 5388 b. Celui-ci a été détecté par la méthode des vitesses radiales à partir de données spectroscopiques collectées à l'observatoire de La Silla (Chili) avec HARPS, le spectrographe à échelle qui équipe le télescope de 3,6 mètres de l'Observatoire européen austral (ESO). Sa découverte est annoncée le 19 octobre 2009 à Porto, lors d'une conférence, et à Madrid, lors d'un symposium international. L'annonce est relayée par un communiqué de presse de l'Observatoire européen austral. Si son existence a été confirmée, sa nature planétaire a été contestée. Il pourrait s'agir, non d'une planète géante, mais d'une naine brune. En avril 2014, la Nasa a confirmé sa nature de naine brune.

#### ÉtoileHD 5388
- (en) HD 5388 sur la base de données Simbad du Centre de données astronomiques de Strasbourg.
- (en) CD-48 216, CPD-48 109, HD 5388, HIC 4311, HIP 4311, 2MASS J00551187-4724213, NLTT 3057, PPM 305379, SAO 215291 et TYC 8031-1-1 sur la base de catalogues VizieR du Centre de données astronomiques de Strasbourg

#### Compagnon substellaireHD 5388 b
- (en) HD 5388 b sur la base de données Exoplanet Data Explorer
- (en) HD 5388 b sur L'Encyclopédie des planètes extrasolaires de l'Observatoire de Paris.
- (en) HD 5388b sur la base de données Simbad du Centre de données astronomiques de Strasbourg.